# Catoptria wolfi
Catoptria wolfi là một loài bướm đêm trong họ Crambidae.